# Lijst van voetbalinterlands Costa Rica - Slowakije
Deze lijst van voetbalinterlands is een overzicht van alle officiële voetbalwedstrijden tussen de nationale teams van Costa Rica en Slowakije. De landen speelden tot op heden drie keer tegen elkaar. De eerste ontmoeting, een vriendschappelijke wedstrijd, werd gespeeld in Alajuela op 5 februari 1997. Het laatste duel, eveneens een vriendschappelijke wedstrijd, vond plaats op 5 juni 2010 in Bratislava. Voor het Slowaaks voetbalelftal was dit een oefenwedstrijd in de voorbereiding op het Wereldkampioenschap voetbal 2010.

## Wedstrijden
| № | Plaats     | Datum            | Competitie        | Wedstrijd              | Uitslag |
| - | ---------- | ---------------- | ----------------- | ---------------------- | ------- |
| 1 | Alajuela   | 5 februari 1997  | Vriendschappelijk | Costa Rica – Slowakije | 2 – 2   |
| 2 | San José   | 25 november 1999 | Vriendschappelijk | Costa Rica – Slowakije | 4 – 0   |
| 3 | Bratislava | 5 juni 2010      | Vriendschappelijk | Slowakije – Costa Rica | 3 – 0   |

## Samenvatting
| Competitie        | Totaal gespeeld | Winst Costa Rica | Gelijk | Winst Slowakije | Doelsaldo Costa Rica – Slowakije |
| ----------------- | --------------- | ---------------- | ------ | --------------- | -------------------------------- |
| Vriendschappelijk | 3               | 1                | 1      | 1               | 6 − 5                            |
| Totaal            | 3               | 1                | 1      | 1               | 6 − 5                            |

Wedstrijden bepaald door strafschoppen worden, in lijn met de FIFA, als een gelijkspel gerekend.

## Details

### Eerste ontmoeting
| Vriendschappelijk (Alajuela, Costa Rica, 5 februari 1997): |       |                                       |
| Costa Rica                                                 | 2 – 2 | Slowakije                             |
| Rónald Gómez 1' Rónald González 90+1'                      | goals | 71' Szilárd Németh 78' Róbert Semeník |

### Tweede ontmoeting
| Vriendschappelijk (San José, Costa Rica, 25 november 1999):                            |       |           |
| Costa Rica                                                                             | 4 – 0 | Slowakije |
| Wálter Centeno 28' Jéwisson Bennett 46' Ondrej Šmelko 72' (e.d.) Luis Diego Arnáez 79' | goals |           |

### Derde ontmoeting
| Vriendschappelijk (Bratislava, Slowakije, 5 juni 2010):                   |       |            |
| Slowakije                                                                 | 3 – 0 | Costa Rica |
| Douglas Sequeira 16' (e.d.) Róbert Vittek 47' Stanislav Šesták 86' (pen.) | goals |            |